# جمهورية غرب فلوريدا
جمهورية غرب فلوريدا (بالإنجليزية: Republic of West Florida، بالفرنسية: République de Floride occidentale، بالإسبانية: República de Florida Occidental)، جمهورية قصيرة العمر في المنطقة الغربية من غرب فلوريدا الإسبانية لعدة أشهر خلال عام 1810. تم غزوها واحتلالها من قبل الولايات المتحدة في وقت لاحق في عام 1810، ثم ضمتها إليها، وأصبحت بعد ذلك جزءا من شرق لويزيانا.